# Protosticta binhi
Protosticta binhi — вид бабок родини Platystictidae. Описаний у 2019 році командою в'єтнамських науковців.

## Назва
Вид названо на честь Фан Дінг Бінга — батька Фан Куок Тоана, одного з авторів таксону.

## Поширення
Ендемік В'єтнаму. Поширений у Центральному плато в провінції Зялай. Типовий зразок зібраний на затіненому дрібному вузькому (близько 1–3 м завширшки ) лісовому гірському струмку з повільною проточною водою, піщаним дном із багатьма великими каменями в селі Дак Гро (1130 м над рівнем моря).